# Toyota Computer Control System
Das Toyota Computer Control System (TCCS) ist ein System zur Motorsteuerung des japanischen Autoherstellers Toyota, es wurde von dem japanischen Zulieferer Denso entwickelt.

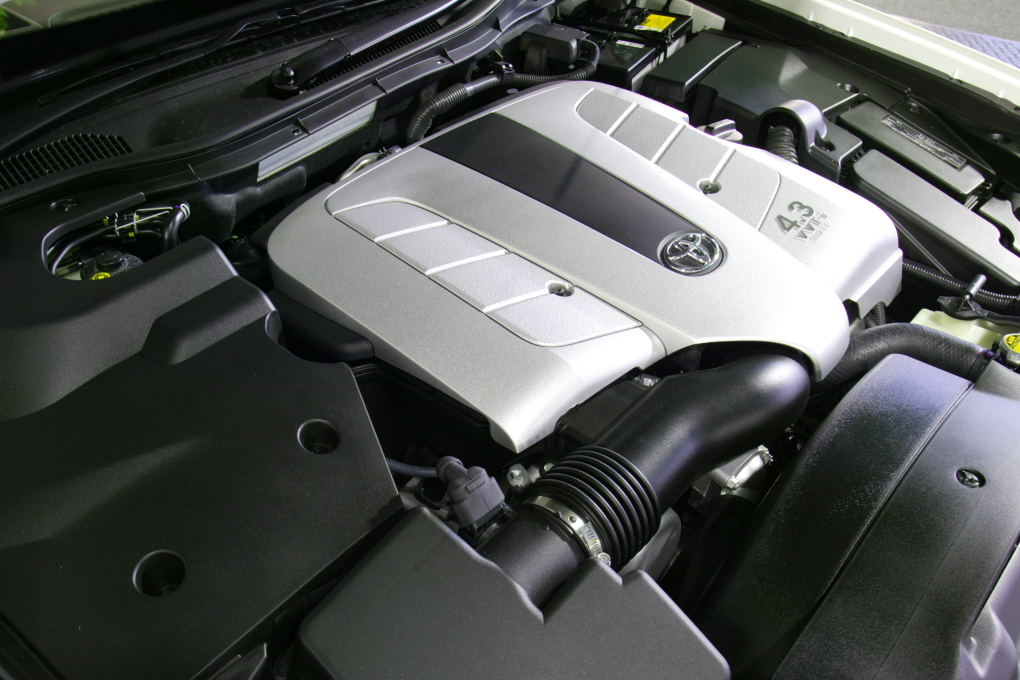
Der 4,3 Liter 3UZ-FE-Toyota-Motor

Von Aufbau und Funktion ist es vergleichbar mit dem Motronic-System von Bosch. Es basiert auf dem Bosch-L-Jetronic-System aus den frühen 1980ern.
Neben Zündung und Einspritzung regelt es inzwischen auch die Nockenwellenverstellung und die Ventilsteuerung.
Das erste Kraftfahrzeug mit diesem System war der Toyota Celica Supra MK I aus dem Jahr 1981.
TCCS wird seit seiner Einführung permanent weiterentwickelt und zur Motorsteuerung der Toyota-Ottomotoren und seit einigen Jahren auch für die Toyota D-CAT- und D-4D-Dieselmotoren verwendet.